# ميراث (فرقة موسيقية)
ميراث (بالإنجليزية: Myrath)‏ وعرفت سابقا باسم إكس تازي (بالإنجليزية: X-Tazy)‏، هي فرقة البروجريسف ميتال تونسية تم تشكيلها عام 2001 في مدينة الزهراء، من قبل عازف الجيتار مالك بن عربية ومقرها حاليًا في فرنسا.
وقد برعت الفرقة لمزيجها الألحان العربية وموسيقى الشرق الأوسط مع ألحان الروك آند رول والبروجريسف ميتال وتعتبر واحدة من الأسماء الرائدة للبروجريسف ميتال الشرقي.
بدأت الفرقة نفسها تشير إلى نوعها على أنها «ميتال الصحراء الناري». هم أول فرقة تونسية يتم تتعاقد مع شركة تسجيل خارج تونس. أعضاء المجموعة هم مالك بن عربية، مورغان بيرثت، زاهر الزرقاطي، أنيس الجويني وإلياس بوشوشة.

## المسيرة

### البدايات (2001–2005)
قام عازف القيثارة مالك بن عربية البالغ من العمر أربعة عشر عامًا بتشكيل مجموعة إكس تازي عام 2001 مع صديقين من طفولته: فهمي شقرون (عازف طقم طبول) وليد عيساوي (عازف قيثارة)، كليهما يبلغان من العمر أربعة عشر عامًا. ثم ينضم إلى المجموعة زاهر بن حمودة (عازف غيتار البيس) وطارق ديواني (مغني). خلال السنيتن الأوليتين، يلعبون مقاطع بلوز، بروجريسف ميتال وديث ميتال. في عام 2003، انضم إلياس بوشوشة (عازف بيانو) إلى المجموعة كخبير في عزف البيانو، بينما غادر وليد عيساوي المجموعة.
مع هذه التشكيلة الجديدة، تقوم فرقة ميراث بإقامة الحفلات الموسيقية من خلال القيام بالأغطية فقط (في كثير من الأحيان مقاطع من فرقة سامفوني إكس وهي الفرقة المفضلة لديهم). بعد عدة سنوات، بدأوا في إنشاء الموسيقى الخاصة بهم بروجريسف ميتال تتأثر بألحان موسيقى الشرق الأوسط. في مارس 2005، وبعد عدة تغييرات في أعضاء المجموعة، أصدرت المجموعة أسطوانة مطولة بعنوان «وجهان» الذي أنتجته المجموعة بنفسها وتم إصداره في تونس فقط.

### من أمل إلى إرث (2006–2016)
في أغسطس 2006، انضم أنيس الجويني (عازف قيثارة) للمجموعة. في ديسمبر، أطلقت الجماعة ألبوم بعنوان «أمل»؛ يقوم كيفن كودفيرت (عازف بيانو) الإنتاج الألبوم التقى مع أعضاء المجموعة خلال مهرجان لموسيقى الروك في تونس. بعد الاجتماع مع أيمن الجوادي، كاتب جميع الكلمات. مع هذا الألبوم، المجموعة أصبحت معروفة في الخارج خاصة في فرنسا حيث أنه في هذا البلد تم دمج ألبومين الأخيرين وبالتالي تم توزيعهما بسهولة أكبر. في يونيو 2007، انضم زاهر الزرقاطي (مغني) إلى المجموعة، يعتبر أفضل مغني ميتال في تونس، حيث شارك في الموسم السادس من برنامج ستار أكاديمي في لبنان. في 2010، تم إصدار الألبوم الثاني للمجموعة بعنوان «نداء الصحراء» وأطلقت المجموعة في صدارة المشهد الأوروبي، تكفل كيفن كودفيرت بالإنتاج مرة أخرى المهندس الحقيقي لنجاح المجموعة، وكتب أيمن الجوادي الكلمات قانية.
تم إصدار ألبوم المجموعة الثالث بعنوان «قصص الرمل» في أكتوبر 2011. في سبتمبر 2013، أعلنت الفرقة في مجلة رولينغ ستون عن إصدار ألبوم رابع في بداية عام 2014. بعد أول إعلان تشويقي لأغنيتهم المنفردة، أطلقت المجموعة حملة تمويل جماعي على موقع إينديغوغو؛ تم تمويل الفرقة بنجاح في 2 يناير 2016. تم إصدار الألبوم الرابع المسمى «ميراث»، تم إصداره أخيرًا في 19 فبراير من نفس العام. بعد إصدار الألبوم، قامت الفرقة بجولة ترويجية مع سامفوني إكس في جميع أنحاء أوروبا، بما في ذلك باريس، برشلونة، مدريد وميونخ. بعد القيام بالجزء الأول من فرقة ميغاديث يوم 13 يوليو 2016 في بوخارست، أعلنوا أنهم سيشاركون في العديد من المهرجانات في عام 2017، بما في ذلك هيلفيست في بايي دو لا لوار، ومهرجان داونلود فيستفال في مدريد من 22 إلى 24 يونيو، بالإضافة إلى مهرجان بروغ باور في الولايات المتحدة من 8 إلى 9 سبتمبر. في 14 أبريل 2017، أحيت الفرقة حفلاً موسيقياً في المسرح الأثري بقرطاج في تونس. من 12 نوفمبر إلى 3 ديسمبر، تقوم المجموعة بجولة مع فرقة إبيكا في مرحلة أولى، وتتوقف في مدن مثل برلين، متز وميونخ.

### شهيلي (منذ 2018)

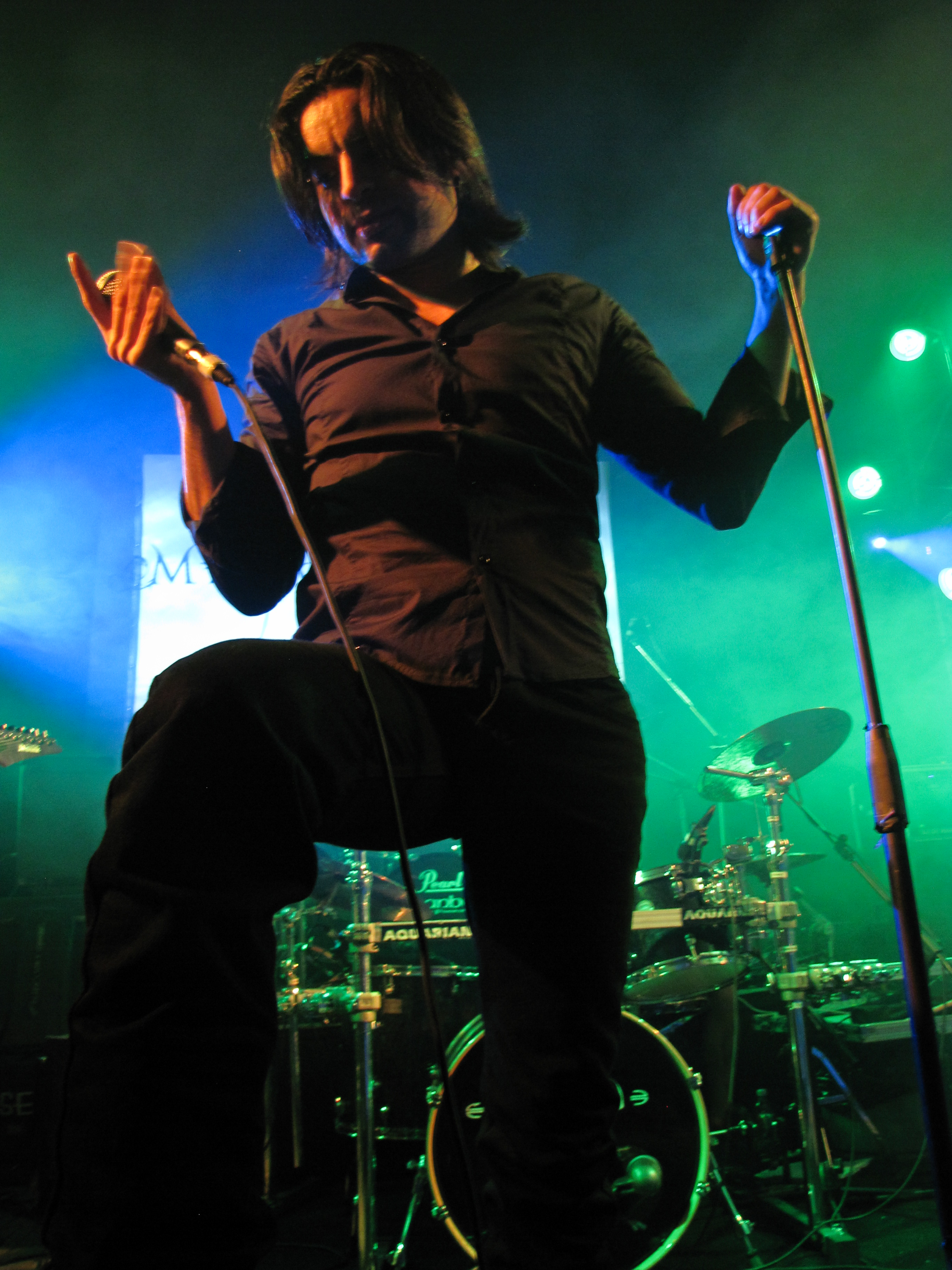
زاهر الزرقاطي أثناء حفلة لفرقة ميراث.

أثناء تسجيل ألبومهم الخامس، أعلنت الفرقة أنها ستنطلق في جولة كصدارة رئيسية مع فرقة مينيغنس من 8 مارس 2018 والمحطة الأولى في باريس. تنتهي الجولة في 30 مارس في نانت. في 15 فبراير 2019، تم تقديم مزيد من التفاصيل حول الألبوم الذي أطلق عليه اسم «شهيلي» (وتعني بالدارجة التونسية هواء الصيف الساخن) وتم إصداره في 3 مايو، مع شركة الإنتاج الفرنسية فيري ريكوردس (المنتج المشارك للألبوم)، وارد رسكوردس في اليابان وإيير ميوزك بالنسبة لبقية العالم.
سيكونون بعد ذلك في جولة مع فرقة بيست إن بلاك اعتبارًا من 29 أكتوبر 2019، المحطة الأولى في أوسلو والممرات عبر مدن مثل كولونيا، ستراسبورغ وبراغ لتنتهي بعد ذلك في ميونخ في 18 نوفمبر. بعد بضعة أيام، أطلقوا أول قرص دي في دي مباشر تم تسجيله في قرطاج، تم تصوير العرض وإصداره في عام 2020 كأول ألبوم مباشر.

ظهرت الفرقة في مهرجان موسيقى الروك السويدية في عام 2019 كبديل في اللحظة الأخيرة لفرقة بَهِيمُوث؛ وتمت دعوتهم للعودة للإصدارات المستقبلية من المهرجان. في مقابلة صحفية عام 2019، عندما سئل عما إذا كان يعتقد أن ميراث فرقة سياسية، أجاب زاهر الزرقاطي:
«في وطننا تونس، لدينا أيديولوجيتنا الخاصة ونعبر عنها أيضًا. قبل الثورة التونسية كان لدينا مشهد معدني في بلدنا، وهو الأمر للأسف الذي لم يعد كذلك. الآن لدينا حزب إسلامي راديكالي في حكومتنا يشيطن موسيقانا ويصورها على أنها شيطانية. في الواقع، كانت زيادة الاستقلال وحرية التعبير هي الشيء الجيد الوحيد الذي جلبته الثورة معها. لأنها ضمنت أيضًا صعود الحزب الإسلامي الراديكالي، على الرغم من أن جزءًا كبيرًا من الشعب في البلاد يعارضه في الواقع.»
تعود مجموعة ميراث مرة أخرى في جولة باعتبارها الفرقة الرئيسيز كجزء من ذا ماجيكال تور 2020 من 27 فبراير 2020 في صوفيا. وترافقهم فرقة الميتال السيمفوني السويدية إيلين. يضطرون إلى قطع هذه السلسلة من الحفلات الموسيقية لفترة قصيرة بسبب جائحة فيروس كورونا. على وجه الخصوص ألغوا حفلتهم المبرمجة في ليل.

## الحفلات
أقامت فرقة ميراث عروضًا حية في المهرجانات، بما في ذلك ميتال روك فاست في ليلهامر وبروجاور أوروبا 2010 في هولندا ومهرجان ميتال رايد في فرنسا. في عام 2013، ظهروا لأول مرة في الولايات المتحدة الأمريكية في 8 سبتمبر في بروغ باور في أتلانتا.
في 14 أبريل 2017، بعد ثلاث سنوات من التغيب عن المشهد الموسيقي لبلدهم الأم تونس، أقام ميراث حفل موسيقي ضخم في المسرح الأثري بقرطاج. خلال مهرجان روك السويد 2019، طُلب من ميراث أداء مرة ثانية لتحل محل فرقة بيموث في المسرح الرئيسي. وفقًا لحساب انستغرام للفرقة، كتبت العديد من المهرجانات إلى الفرقة بعد العروض في سويد روك لحجز ميرث للمهرجانات في عامي 2020 و 2021، بما في ذلك وايكن أوبن آير 2019، والذي يعتبر على نطاق واسع أكبر مهرجان للبروجريسف ميتال في العالم.

## ديسكوغرافيا

### ألبوم استوديو
| العنوان      | تفاصيل عن الألبوم                                          | الغلاف | التوقيت الإجمالي | الطاقم |
| ------------ | ---------------------------------------------------------- | ------ | ---------------- | --- |
| أمل          | - تاريخ الإصدار: 9 سبتمبر 2007 - الشكل: سي دي، تحميل رقمي  |        | 51:50            | - مالك بن عربية – غيتار - إلياس بوشوشة – بيانو ومغني - أنيس الجويني – غيتار البيس - زاهر الزرقاطي – مغني - سيف لوهيبي – طقم طبول   |
| نداء الصحراء | - تاريخ الإصدار: 25 يناير 2010 - الشكل: سي دي، تحميل رقمي  |        | 45:09            | - مالك بن عربية – غيتار - إلياس بوشوشة – بيانو ومغني - أنيس الجويني – غيتار البيس - زاهر الزرقاطي – مغني - بيوي ديسفراي – طقم طبول |
| قصص الرمل    | - تاريخ الإصدار: 27 سبتمبر 2011 - الشكل: سي دي، تحميل رقمي |        | 65:03            | - مالك بن عربية – غيتار - إلياس بوشوشة – بيانو ومغني - أنيس الجويني – غيتار البيس - زاهر الزرقاطي – مغني - مورغان بيرثت – طقم طبول |
| ميراث        | - تاريخ الإصدار: 19 فبراير 2016 - الشكل: سي دي، تحميل رقمي |        | 55:25            | - مالك بن عربية – غيتار - إلياس بوشوشة – بيانو ومغني - أنيس الجويني – غيتار البيس - زاهر الزرقاطي – مغني - مورغان بيرثت – طقم طبول |
| شهيلي        | - تاريخ الإصدار: 5 مارس 2019 - الشكل: سي دي، تحميل رقمي    |        | 47:26            | - مالك بن عربية – غيتار - إلياس بوشوشة – بيانو ومغني - أنيس الجويني – غيتار البيس - زاهر الزرقاطي – مغني - مورغان بيرثت – طقم طبول |

### أسطوانة مطولة
- 2005: وجهان.[28]

### ألبوم مباشر
- 2019: مباشر في قرطاج.[29]

### ألبوم تجميعي
- 2018: أوقات بلا رحمة.[30]

## أعضاء الفرقة

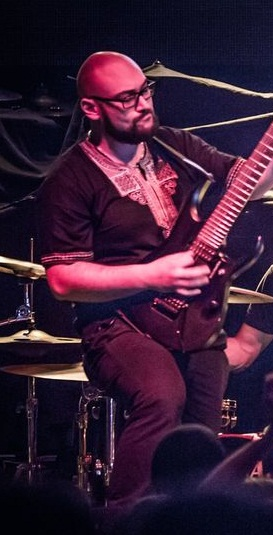
مالك بن عربية عازف غيتار منذ 2001 كما أنه مؤسس الفرقة.

### الأعضاء الحاليون
- مالك بن عربية – غيتار (منذ 2001)
- إلياس بوشوشة – بيانو ومغني (منذ 2003)
- أنيس الجويني – غيتار البيس (منذ 2006)
- زاهر الزرقاطي – مغني (منذ 2007)
- مورغان بيرثت – طبول (منذ 2012)

### الأعضاء السابقون
- وليد عيساوي – غيتار (2001–2003)
- فهمي شقرون – طبول (2001–2004)
- سيف لوهيبي – طبول (2004–2011)
- ياسين بالغيث - أساسي (2004–2006)
- زاهر حمودية – أساسي (2001–2004)
- طارق ديواني – مغني (2001–2003)
- بيوي ديسفراي – طبول (2011–2012)

## أنظر أيضاً
- بيرسونا
- ميزاج

## روابط خارجية
- ميراث على موقع ميوزك برينز (الإنجليزية)
- ميراث على موقع أول ميوزيك (الإنجليزية)
- ميراث على موقع ديسكوغز (الإنجليزية)